# Mozal
Mozal is de grootste producent van aluminium in Mozambique. De naam is een samentrekking van Mozambique en Aluminium. De smelter heeft een capaciteit van ruim 550.000 ton aluminium op jaarbasis. De fabriek staat circa 17 kilometer ten westen van de hoofdstad Maputo.
In 1998 werd de bouw bekendgemaakt van een aluminiumfabriek nabij Maputo in het uiterste zuiden van Mozambique. De eerste fase van dit project werd afgerond in december 2000 en de tweede fase in augustus 2003. Op dat moment was de fabriek volledig in productie met een capaciteit van 506.000 ton op jaarbasis. De bouw vergde een investering van $ 1,8 miljard.
De belangrijkste grondstof aluinaarde wordt aangevoerd vanuit de BHP Billiton fabriek in Worsley, West-Australië. De bulkcarriers lossen hun lading bij een nieuwe terminal bij Matola. Een nieuwe weg en brug over de Matola rivier zijn aangelegd om de grondstoffen naar de aluminiumfabriek te vervoeren. De rivier is niet diep genoeg voor volgeladen schepen. BHP Billiton heeft ook een smelter in Zuid-Afrika en de schepen varen eerst naar de havenstad Richards Bay, lossen daar een deel van de lading en varen dan door naar Matola om de rest te lossen.
In 2011 was het aandeel van de aluminiumexport in de totale uitvoer van Mozambique 49%. In dat jaar werd in totaal voor $ 2,8 miljard geëxporteerd waarvan het aandeel van aluminium $ 1,35 miljard was.
In 2011 werden plannen bekendgemaakt voor een uitbreiding van de capaciteit met 280.000 ton. Het besluit hangt sterk af van de beschikbaarheid van elektriciteit. Zuid-Afrika is hiervan de belangrijkste leverancier, maar kampt zelf met tekorten. Er bestaan plannen van het staatsnutsbedrijf Electricidade de Moçambique om een hoogspanningsleiding aan te leggen van Tete provincie in centraal Mozambique naar Maputo in het zuiden. Dit betreft een afstand van ruim 2.500 kilometer en het kan nog jaren duren alvorens dit project wordt afgerond.
Begin 2013 tekende Mozal een contract met de aluminiumverwerker Midal. Midal maakt aluminiumkabels en gaat een fabriek in het land bouwen. Mozal zal per jaar 50.000 ton aluminium leveren aan de Midal fabriek. Sinds oktober 2014 zijn de leveringen van aluminium gestart.